# Kathryn Janeway
Kathryn Janeway è un personaggio immaginario del franchise di Star Trek. Nel ruolo di capitano dell'astronave USS Voyager della Flotta Stellare, è la protagonista della serie televisiva Star Trek: Voyager, e in seguito ammiraglio della Flotta Stellare, come si vede nel film del 2002 Star Trek - La nemesi. Anche se altri capitani donna appaiono in precedenti episodi di Star Trek e di altre serie di fantascienza, Janeway è la prima donna ad avere avuto il ruolo di personaggio principale di una serie di Star Trek. Appare anche in altri prodotti del franchise tra cui libri, film (in particolare Star Trek - La nemesi), serie animate (in particolare Star Trek: Prodigy) e videogiochi. In tutte le sue apparizioni sullo schermo, è interpretata dall'attrice Kate Mulgrew.

## Storia del personaggio

### Primi anni
Kathryn Janeway è nata il 20 maggio 2336, a Bloomington (Indiana), sulla Terra. È figlia del vice ammiraglio Janeway e ha una sorella di nome Phoebe, l'artista di famiglia, che ha scelto di non unirsi alla Flotta Stellare per rimanere vicina a sua madre Gretchen. Janeway era molto vicina a suo padre, che le insegnò a guardare l'universo con lo sguardo di uno scienziato, e fu devastata dalla morte di lui. La sua prima missione dopo aver conseguito la laurea in Accademia fu quella di ufficiale scientifico della USS Al-Batani, dove ricoprì il ruolo di Capo Ufficiale Scientifico durante la missione ad Arias.

### Star Trek: Voyager
Il capitano Janeway assume il comando della USS Voyager di classe Intrepid nel 2371. La prima missione a bordo dell'astronave è quella di localizzare e catturare una nave Maquis avvistata per l'ultima volta nell'area dello spazio conosciuta come Badlands. Raggiunto il luogo, sia la nave Maquis che la USS Voyager vengono trasportate contro la loro volontà nel Quadrante Delta, a 70.000 anni luce di distanza, da un'enorme ondata di energia. La nave Maquis viene distrutta combattendo contro i Kazon-Ogla, e sebbene la USS Voyager sopravviva, ci sono numerose vittime. Al fine di proteggere gli Ocampa, che vivono nel sottosuolo dell'omonimo pianeta visitato dalla USS Voyager, Janeway distrugge la stazione spaziale del Custode, che ha trasportato le due navi nel Quadrante Delta e che fornisce energia al pianeta Ocampa, nonostante il fatto che tale stazione rappresenti l'unica possibilità per tornare a casa. A seguito di ciò, la USS Voyager e il suo equipaggio rimangono a sette decenni di viaggio da casa.
Il suo primo importante compito diventa quello di integrare gli equipaggi sopravvissuti della nave Maquis e della USS Voyager. Chakotay, capitano della nave Maquis, riceve il ruolo del deceduto tenente comandante Cavit come primo ufficiale della USS Voyager. Janeway inoltre concede il ritorno in servizio ad un condannato, l'ex ufficiale della Flotta Stellare ed esperto pilota Tom Paris, assegnandoli il ruolo di timoniere della USS Voyager.
Le altre interazioni di Janeway con il suo equipaggio includono il sostenere la posizione del medico olografico come essere senziente e avente diritto all'esplorazione delle sue potenzialità, e l'aiutare la Borg de-assimilata Sette di Nove a riconquistare la sua individualità e umanità.
Durante il corso della serie TV, la USS Voyager ha contatti con il Continuum dei Q in tre occasioni, e ripetuti contatti con i Borg. Con l'intervento di una versione futura e alternativa di se stessa, Janeway guida il suo equipaggio nell'utilizzo dei condotti di transcurvatura Borg per riportare la nave nello spazio della Federazione dopo aver viaggiato attraverso il Quadrante Delta per sette anni. Infatti, in una linea temporale alternativa, Janeway torna sulla Terra dopo 23 anni di peregrinaggio nel Quadrante Delta, viene promossa ammiraglio e insegna all'Accademia della Flotta Stellare, ma per salvare Sette di Nove, Chakotay e altri membri del suo vecchio equipaggio decide di tornare indietro nel tempo e cambiare il futuro facendo imboccare alla Voyager un condotto di transcurvatura Borg da uno dei sei fulcri della galassia. L'utilizzo del condotto di transcurvatura fa tornare la Voyager dopo sette anni di viaggio, impedendo i sedici successivi.

### Altre apparizioni
Janeway appare brevemente nel film Star Trek - La nemesi, dove, divenuta viceammiraglio, ordina al capitano Jean-Luc Picard di recarsi su Romulus su invito dell'antagonista del film.

L'ammiraglio Janeway appare nello spettacolo Invasione Borg in 4D allo Star Trek: The Experience di Las Vegas, che terminò nel 2008. Durante lo spettacolo, Janeway guida la USS Voyager al salvataggio degli spettatori che sono apparentemente intrappolati prima su una stazione spaziale e poi su una navetta che viene attaccata da un Cubo Borg comandato dalla Regina Borg. Al termine dello spettacolo, Janeway dice agli spettatori: 
Nonostante la Paramount Pictures consideri come canonici solo le serie televisive e i film cinematografici, il personaggio di Kathryn Janeway è al centro di romanzi di Star Trek che descrivono gli eventi nella vita dei personaggi di Star Trek: Voyager successivamente al termine della serie. Nel romanzo Before dishonor di Peter David (2010), basato su Star Trek: The Next Generation e ambientato dopo gli eventi di Star Trek - La nemesi, Janeway viene assimilata da una fazione criminale dei Borg e diventa la loro nuova Regina. Sette di Nove, con l'aiuto dell'ambasciatore Spock e dell'equipaggio dell'Enterprise-E, riesce a raggiungere Janeway e a comunicare con la sua coscienza, sepolta profondamente nella mente della Regina. Durante il breve momento di contatto, Janeway li aiuta a distruggere il Cubo Borg e i suoi occupanti. Sebbene Sette di Nove riesca a fuggire, Janeway rimane uccisa. Il suo servizio funebre attrae una grande partecipazione, e in suo onore viene eretto un grande pilastro che emette una brillante luce dalla cima. Una femmina Q appare allo spirito di Janeway e le comunica che il continuum dei Q era da tempo interessato a lei. Dopo averle confidato di avere un destino che la attende, la femmina Q prende Janeway per mano e scompare con lei in una dimensione sconosciuta. Lo scrittore Peter David ha spiegato che il libro è stato concepito dall'editore Pocket Books come quello in cui Janeway sarebbe morta e che è stato portato a scriverlo per darle una degna uscita di scena.
Nel romanzo The eternal tide di Kirsten Beyer (2010), basato su Star Trek: Voyager, Janeway ritorna alla vita con l'aiuto di un giovane Q, il quale ha bisogno della sua assistenza. Alla fine del libro ritorna in servizio come ammiraglio della Flotta Stellare. Nel romanzo Protectors, sempre di Kirsten Beyer (2014), Janeway torna sulla Terra per ordine del Comando della Flotta Stellare e alla fine del libro ritorna al Quadrante Delta assumendo il comando delle astronavi di stanza in quel luogo. Tale missione prosegue nel romanzo Acts of contrition, pubblicato dalla Beyer nel 2014.
Nel videogioco di ruolo Star Trek Online (Cryptic Studios, 2010), Janeway viene brevemente menzionata nella trama della missione Ground Zero come colei che ha condotto la prima esplorazione scientifica del sistema Hobus, contenente la supernova che è stata il catalizzatore degli eventi del film Star Trek del 2009.
Dal 2021 Kathryn Janeway appare nella serie animata di Nickelodeon Star Trek: Prodigy, sotto forma di consigliere olografico di emergenza a bordo della USS Protostar NX-76884 e, successivamente, anche in carne e ossa, come vice-ammiraglio della Federazione.

## Sviluppo
Il personaggio doveva originalmente chiamarsi Elizabeth Janeway, in onore dell'omonima scrittrice, nota paladina statunitense del movimento femminista. Il ruolo fu offerto a Geneviève Bujold, la quale chiese che il personaggio venisse ribattezzato in Nicole Janeway. Tuttavia la Bujold, la cui esperienza era principalmente cinematografica, era impreparata al programma richiesto dalla serie televisiva e non era disposta a rilasciare interviste, si ritirò al termine del secondo giorno di riprese dell'episodio pilota Dall'altra parte dell'universo.
Fu quindi coinvolta Kate Mulgrew, che aveva già partecipato al casting per il ruolo, che suggerì di cambiare il nome del personaggio in Kathryn Janeway, cosa a cui i produttori acconsentirono. Anche le attrici Erin Gray e Chelsea Field parteciparono al casting per il ruolo. Il marito della Field, Scott Bakula, interpretò successivamente il ruolo del capitano Jonathan Archer in Star Trek: Enterprise.

## Interpreti

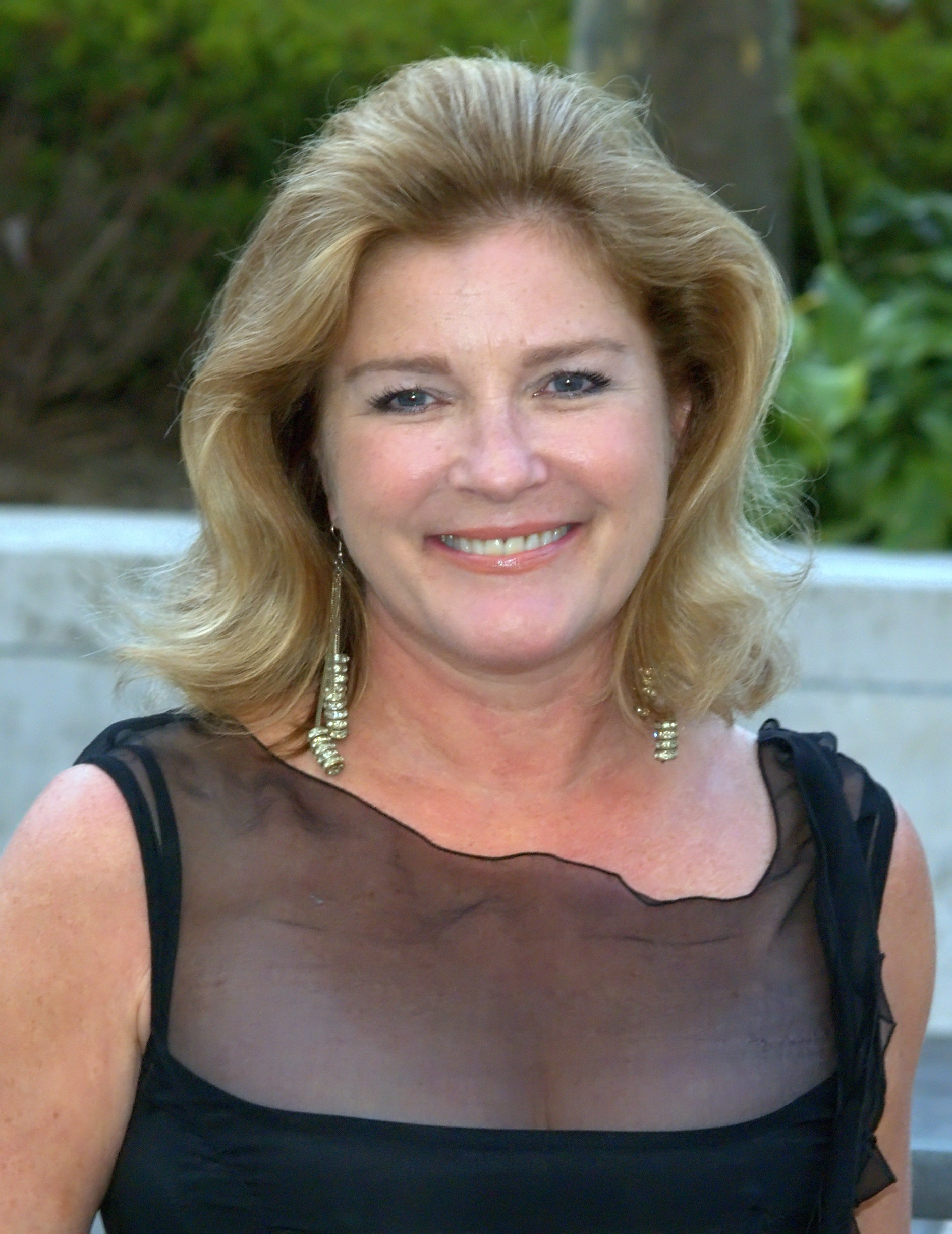
Kate Mulgrew, interprete di Kathryn Janeway

## Accoglienza
Nel 2019, Vulture (uno dei siti web della rivista New York) ha classificato Kathryn Janeway come il numero uno dei capitani di Star Trek in base alla competenza e allo stile di comando. In particolare, si nota come la sua abilità abbia superato grandi sfide pur trovandosi nel quadrante opposto della galassia rispetto alla posizione della Terra e comandando un equipaggio in gran parte composto da personale non appartenente alla Flotta Stellare. Alcune delle sue relazioni ritenute degne di nota con i membri dell'equipaggio sono quella con l'ex Maquis B'Elanna Torres (interpretata da Roxann Dawson), e quella con l'ex Borg Sette di Nove (interpretata da Jeri Ryan). Space.com ha valutato Janeway come il terzo miglior capitano di Star Trek. Anche il Washington Post, nel 2017, ha classificato Janeway come il terzo miglior capitano di Star Trek.
Screen Rant l'ha classificata come il quinto miglior capitano del franchise di Star Trek, facendo notare la sua capacità di comando nelle situazioni avverse. Due delle lodi a lei rivolte riguardano il suo non arrendersi facilmente e il suo cercare di mantenere alto il morale dell'equipaggio. Kathryn Janeway è stata inserita tra i primi dieci personaggi femminili della fantascienza televisiva e cinematografica, in una classifica stilata dall'emittente radiofonica del Colorado KEKB. Il capitano Janeway è stato classificato come il diciottesimo miglior personaggio di Star Trek da IGN nel 2009. Nel 2016 Wired ha classificato Janeway come l'ottavo personaggio più importante della Flotta Stellare all'interno dell'universo di Star Trek.
La storia d'amore tra Janeway e Kashyk nell'episodio Contrappunto è stata elogiata da Screen Rant, che l'ha valutato come uno dei dieci migliori episodi di Star Trek: Voyager. Nel 2018, CBR.com ha classificato Janeway come il 4° miglior personaggio della Flotta Stellare di Star Trek.
Il capitano Janeway è stata valutata da Nerdist News nel 2019 come uno dei sette migliori viaggiatori nel tempo dell'intero franchise di Star Trek, in particolare per le sue prodezze nel doppio episodio finale Endgame.

## Filmografia

### Cinema
- Star Trek - La nemesi (Star Trek: Nemesis), regia di Stuart Baird (2002)
- Star Trek: The Experience - Borg Invasion 4D, regia di Ty Granoroli - cortometraggio (2004)

### Televisione
- Star Trek: Voyager - serie TV, 168 episodi (1995-2001)
- Star Trek Continuum, regia di Dan Curry - film TV (1995)
- Star Trek: Prodigy - serie animata, 20 episodi (2021-2022)

## Videogiochi
- Star Trek: Voyager - Elite Force (2000)
- Star Trek: Legacy (2006)
- Star Trek Online (2010)
- Star Trek Timelines (2020)